# 汉堡圣殿
汉堡以色列圣殿（德語：Israelitischer Tempel）位于德国汉堡，是第一个永久改革派犹太会堂，有史以来第一次采用改革派祈祷仪式。会堂创建于1818年，在1844年和1931年曾经两次迁入新建筑，最后在1938年关闭。

## 历史
1818年10月18日，莱比锡战役5周年之际，以色列雅各布森（1768-1828）等人在汉堡新城一座租来的建筑内建立了以色列圣殿。早期的领袖包括爱德华克利博士和戈特霍尔德所罗门博士。会堂采用了第一本改革派祈祷书，被欧洲各地的拉比谴责为异端。但是，在1820年莱比锡博览会上，来自德意志各邦，欧洲其他国家和美国的犹太商人聚集，汉堡圣殿的祈祷书，传播到各地。今天的犹太教改革派就起源于汉堡圣殿，在美国有大约200万成员。
他们多次向市政当局申请，建造一座较大的犹太会堂。1841年4月20日，申请得到了批准 。1842年10月18日，新会堂奠基。Johhann Hinrich Klees-Wülbern受委托进行设计。1844年9月5日新会堂举行落成典礼，邀请费利克斯·门德尔松·巴托尔迪为诗篇100篇谱曲。

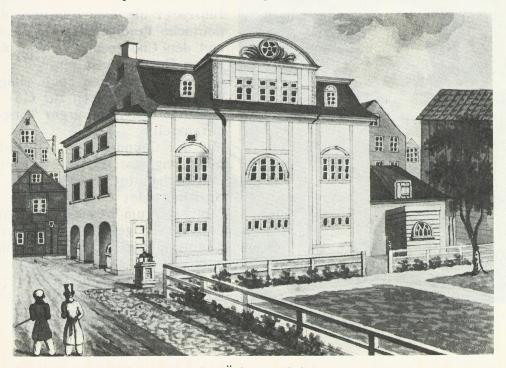
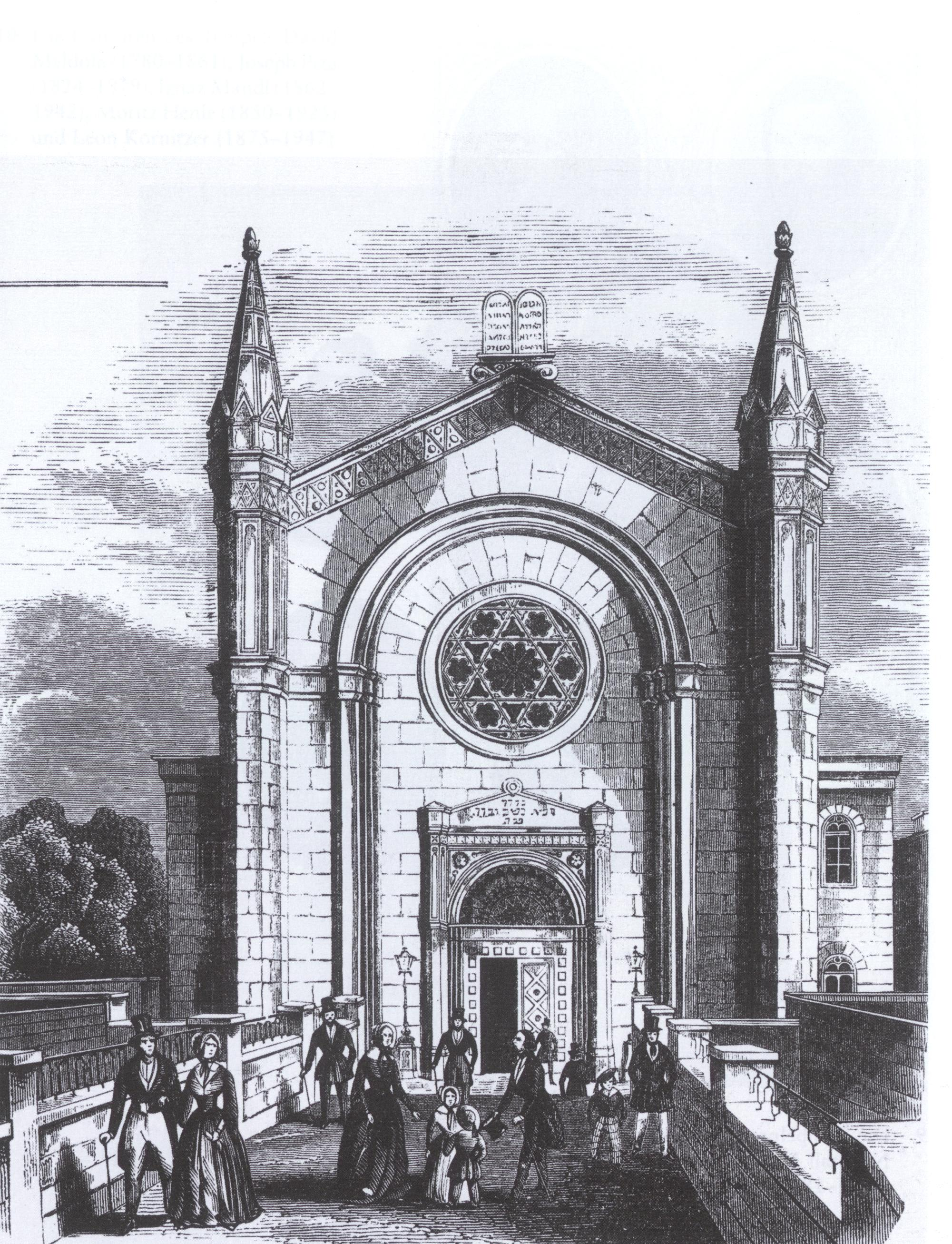
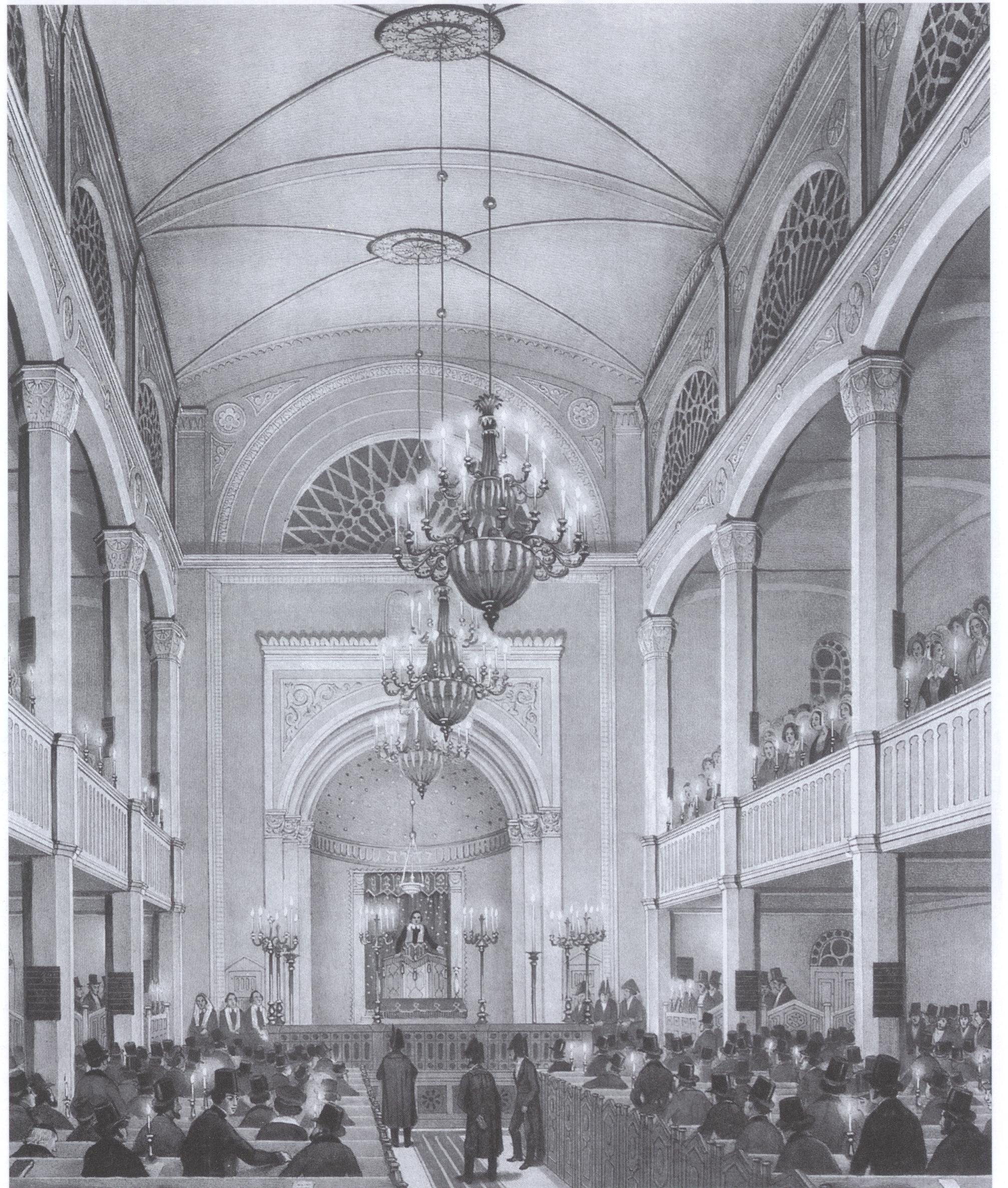
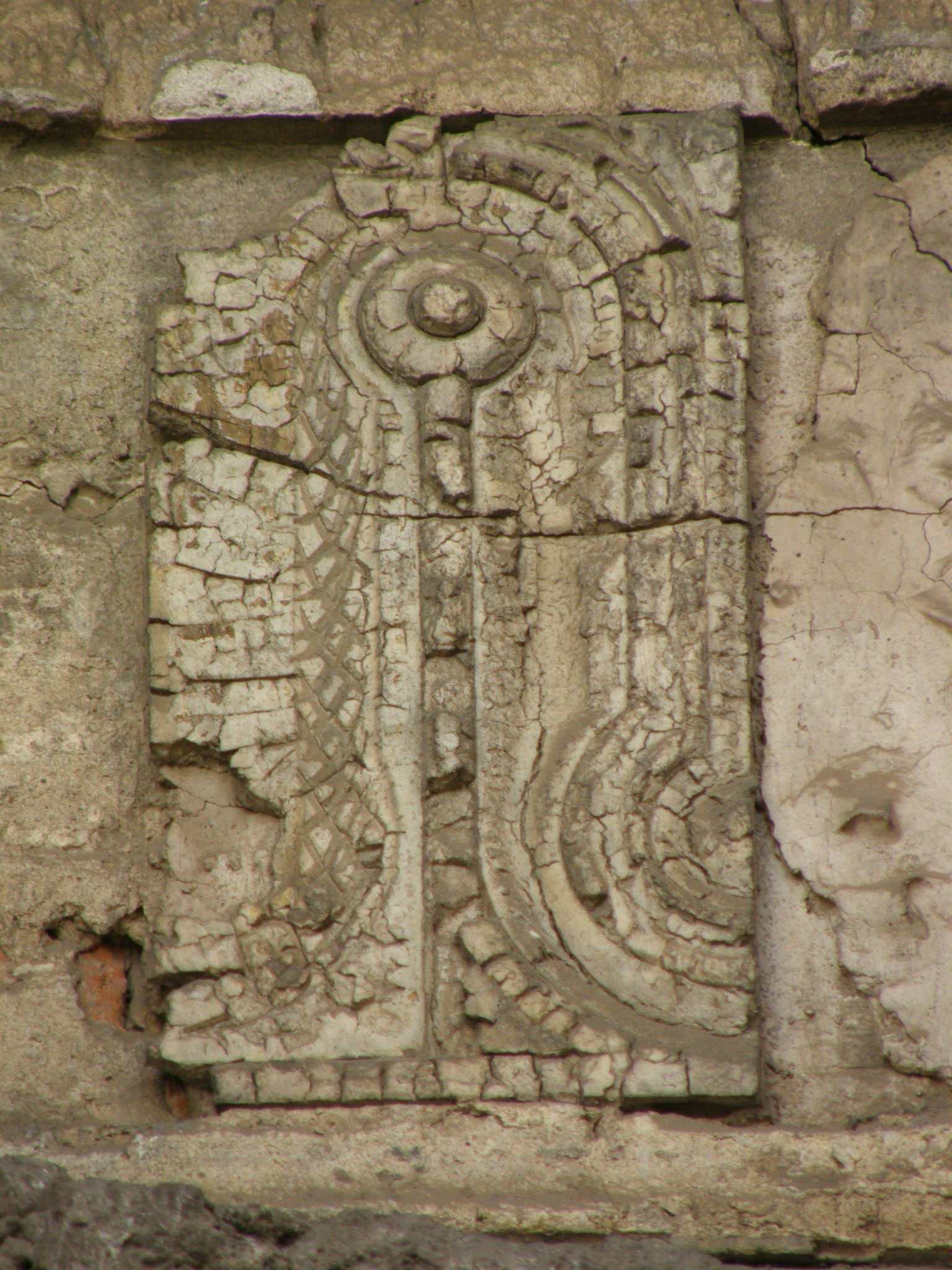
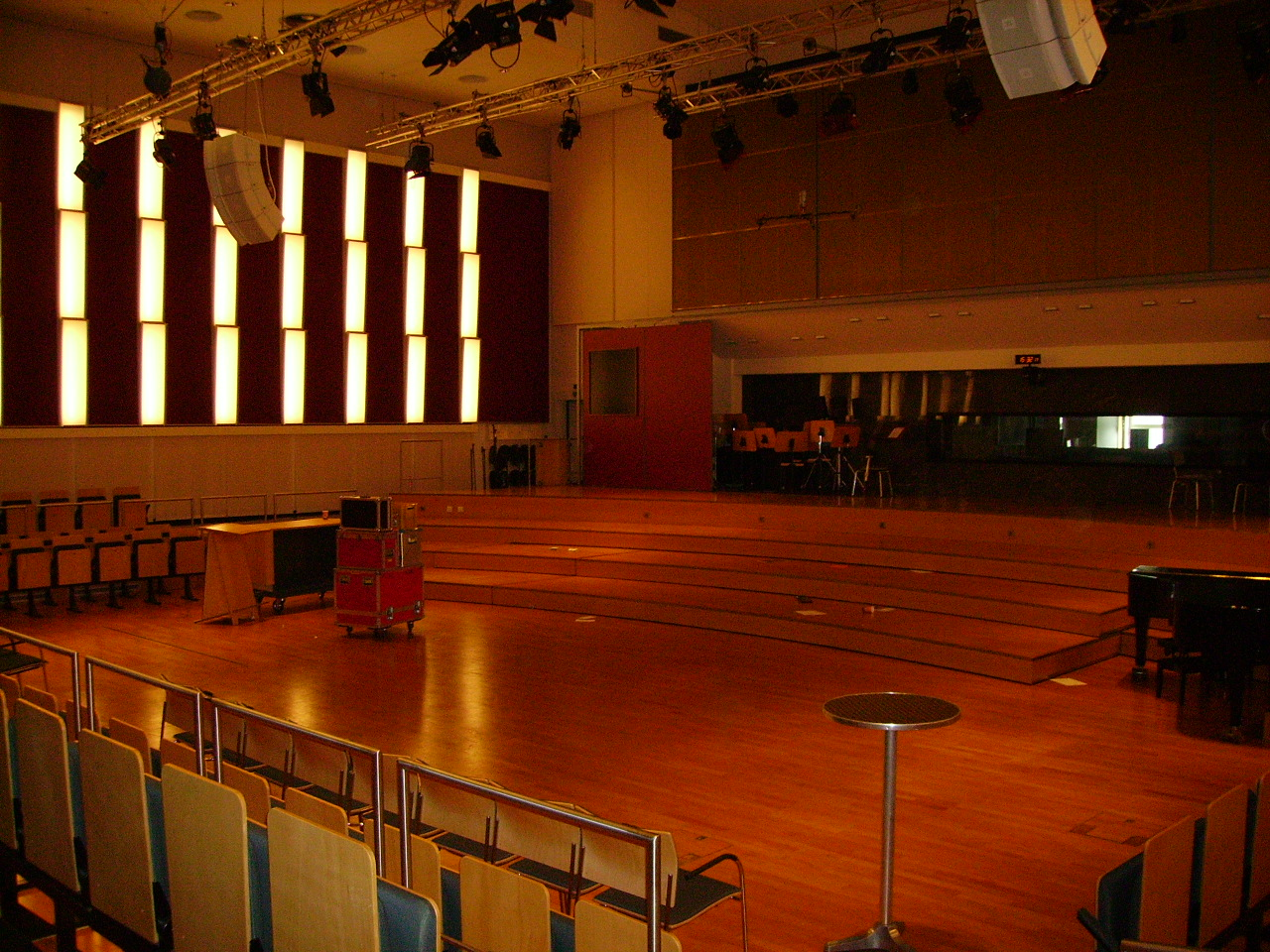

由于许多信徒迁到市中心以外居住，他们希望会堂能够靠近他们的住所。1928年，他们购买了Oberstraße120号的土地。1929年举行了建筑设计竞赛，建筑师费利克斯·阿谢尔和罗伯特·弗里德曼得到了委托合同。Oberstraße会堂建于1930年至1931年，采用现代建筑风格，耗资56万马克。1931年8月30日，新会堂举行落成典礼，Poolstraße会堂关闭并出售。
1938年水晶之夜后，纳粹关闭了会堂 。1940年11月28日犹太宗教协会被迫以12万马克出售该建筑。
Poolstraße 老会堂毁于1944年汉堡大轰炸，其废墟一直保存到今天。而Oberstraße新会堂及其毗邻的社区中心得以幸存，先出租给Hamburger Fremdenblatt报馆 ，1948年被英国的北德广播公司购买。1982年，原会堂成为保护建筑。2000年3月6日，重新命名为罗尔夫·利伯曼工作室，以纪念这位曾在此工作的作曲家。现在这是一个音乐会、讲座等艺术表演场地。